# 马鸣霆
马鸣霆，字国声，號具巖，浙江平湖縣人，明朝末年政治人物。

## 生平
萬曆三十一年（1603年）舉人，萬曆四十一年（1613年）癸丑科進士。官福建閩縣知縣，因嚴懲首輔葉向高家奴不法，被彈劾，改浙江紹興府教授。遷南京國子監博士。历南京刑部山西司主事、廣東司員外郎、山東司郎中。遷福建邵武府知府。崇禎元年（1628年），調廣東潮州府知府。升副使，降湖廣僉事。六年轉河南參議，信陽兵备，進副使。迁山东参政，左遷常镇分守参议，进尚宝司卿。告归卒。有《古阁唾余集》。